# 7 août aux Jeux olympiques d'été de 2016
Le dimanche 7 août aux Jeux olympiques d'été de 2016 est le cinquième jour de compétition.

## Faits marquants
En raison du vent et des vives polémiques du jour précédent, les courses d'aviron du 7 août 2016 sont plusieurs fois décalées avant d'être finalement annulées,.

## Programme
| Heure UTC-3 (Rio de Janeiro)                  |               |
| bleu                                          | Cérémonie     |
| neutre                                        | Épreuve       |
| or                                            | Finale        |
| orange                                        | Petite finale |
| rose                                          | Reporté       |
| gris                                          | Annulé        |
| Compétition masculine                         | Hommes        |
| Compétition féminine                          | Femmes        |
| Compétition mixte (hommes et femmes mélangés) | Mixte         |
| Compétition en couple (1 homme et 1 femme)    | Couple        |
| modifier                                      |               |

| Horaire | Discipline Spécialité | Discipline Spécialité                    | Discipline Spécialité                         | Phase                              | Résultats                                                                                          | Références |
| ------- | --------------------- | ---------------------------------------- | --------------------------------------------- | ---------------------------------- | -------------------------------------------------------------------------------------------------- | ---------- |
| 8 h 30  |                       | Aviron Skiff                             | Compétition hommes                            | Reporté                            | -                                                                                                  | -          |
| 9 h     |                       | Aviron Skiff                             | Compétition femmes                            | Reporté                            | -                                                                                                  | -          |
| 9 h     |                       | Escrime Fleuret individuel               | Compétition hommes                            | 16es de finale                     | -                                                                                                  | -          |
| 9 h     |                       | Escrime Fleuret individuel               | Compétition hommes                            | 8es de finale                      | -                                                                                                  | -          |
| 9 h     |                       | Escrime Fleuret individuel               | Compétition hommes                            | Quarts de finale                   | -                                                                                                  | -          |
| 9 h     |                       | Tennis de table Simple                   | Compétition hommes                            | 2e tour                            | -                                                                                                  | -          |
| 9 h     |                       | Tennis de table Simple                   | Compétition femmes                            | 2e tour                            | -                                                                                                  | -          |
| 9 h     |                       | Tir Pistolet à 10 m air comprimé         | Compétition femmes                            | Qualifications                     | -                                                                                                  | -          |
| 9 h     |                       | Tir Trap                                 | Compétition femmes                            | Qualifications                     | -                                                                                                  | -          |
| 9 h     |                       | Tir à l'arc Par équipes                  | Compétition femmes                            | 8e de finale                       | -                                                                                                  | -          |
| 9 h 30  |                       | Aviron Deux sans barreur                 | Compétition hommes                            | Reporté                            | -                                                                                                  | -          |
| 9 h 30  |                       | Handball Tournoi masculin                | Compétition hommes                            | Tour préliminaire Poule A          | Croatie 23-30 Qatar                                                                                |            |
| 9 h 30  |                       | Tir Trap                                 | Compétition hommes                            | Qualifications                     | -                                                                                                  | -          |
| 9 h 30  |                       | Volley-ball Tournoi masculin             | Compétition hommes                            | Tour préliminaire Groupe A         | Italie 3-0 France                                                                                  |            |
| 9 h 40  |                       | Aviron Deux de couple                    | Compétition femmes                            | Reporté                            | -                                                                                                  | -          |
| 9 h 45  |                       | Gymnastique artistique Qualifications    | Compétition femmes                            | Groupes 1 et 2                     | -                                                                                                  | -          |
| 9 h 50  |                       | Aviron Deux de couple                    | Compétition hommes                            | Reporté                            | -                                                                                                  | -          |
| 10 h    |                       | Aviron Quatre sans barreur poids légers  | Compétition hommes                            | Reporté                            | -                                                                                                  | -          |
| 10 h    |                       | Beach-volley Tournoi masculin            | Compétition hommes                            | Phase de poules                    | -                                                                                                  | -          |
| 10 h    |                       | Beach-volley Tournoi féminin             | Compétition femmes                            | Phase de poules                    | -                                                                                                  | -          |
| 10 h    |                       | Haltérophilie Moins de 56 kg             | Compétition hommes                            | Groupe B                           | -                                                                                                  | -          |
| 10 h    |                       | Judo Moins de 52 kg                      | Compétition femmes                            | Premiers tours et quarts de finale | -                                                                                                  | -          |
| 10 h    |                       | Judo Moins de 66 kg                      | Compétition hommes                            | Premiers tours et quarts de finale | -                                                                                                  | -          |
| 10 h 10 |                       | Aviron Deux sans barreur                 | Compétition femmes                            | Reporté                            | -                                                                                                  | -          |
| 10 h 40 |                       | Aviron Deux de couple poids légers       | Compétition femmes                            | Reporté                            | -                                                                                                  | -          |
| 10 h 45 |                       | Tennis Simple                            | Compétition hommes                            | 1er tour                           | -                                                                                                  | -          |
| 10 h 45 |                       | Tennis Simple                            | Compétition femmes                            | 1er tour                           | -                                                                                                  | -          |
| 10 h 45 |                       | Tennis Double                            | Compétition hommes                            | 1er tour                           | -                                                                                                  | -          |
| 10 h 45 |                       | Tennis Double                            | Compétition femmes                            | 1er tour                           | -                                                                                                  | -          |
| 11 h    |                       | Boxe Poids légers (−60 kg)               | Compétition hommes                            | Phase préliminaire                 | -                                                                                                  |            |
| 11 h    |                       | Boxe Poids welters (−69 kg)              | Compétition hommes                            | Phase préliminaire                 | -                                                                                                  |            |
| 11 h    |                       | Boxe Poids mi-lourds (−81 kg)            | Compétition hommes                            | Phase préliminaire                 | -                                                                                                  |            |
| 11 h    |                       | Rugby à sept Tournoi féminin             | Compétition femmes                            | Phase de poules Poule B            | Espagne 19-10 Kenya                                                                                |            |
| 11 h    |                       | Tir Pistolet à 10 m air comprimé         | Compétition femmes                            | Finale                             | Zhang Mengxue · Vitalina Batsarashkina · Ánna Korakáki                                             |            |
| 11 h 20 |                       | Aviron Deux de couple poids légers       | Compétition hommes                            | Reporté                            | -                                                                                                  | -          |
| 11 h 30 |                       | Handball Tournoi masculin                | Compétition hommes                            | Tour préliminaire Poule B          | Suède 29-32 Allemagne                                                                              |            |
| 11 h 30 |                       | Rugby à sept Tournoi féminin             | Compétition femmes                            | Phase de poules Poule B            | Nouvelle-Zélande 26-7 France                                                                       |            |
| 11 h 35 |                       | Volley-ball Tournoi masculin             | Compétition hommes                            | Tour préliminaire Groupe A         | Brésil 3-1 Mexique                                                                                 |            |
| 12 h    |                       | Aviron Quatre sans barreur               | Compétition hommes                            | Reporté                            | -                                                                                                  | -          |
| 12 h    |                       | Basket-ball Tournoi féminin              | Compétition femmes                            | Premier tour Groupe B              | États-Unis 121-56 Sénégal                                                                          |            |
| 12 h    |                       | Rugby à sept Tournoi féminin             | Compétition femmes                            | Phase de poules Poule C            | Brésil 26-10 Japon                                                                                 |            |
| 12 h 15 |                       | Cyclisme sur route Course en ligne       | Compétition femmes                            | Finale                             | Anna van der Breggen · Emma Johansson · Elisa Longo Borghini                                       |            |
| 12 h 30 |                       | Canoë-kayak (slalom) C1                  | Compétition hommes                            | Séries                             | -                                                                                                  | -          |
| 12 h 30 |                       | Canoë-kayak (slalom) K1                  | Compétition hommes                            | Séries                             | -                                                                                                  | -          |
| 12 h 30 |                       | Haltérophilie Moins de 53 kg             | Compétition femmes                            | Groupe B                           | -                                                                                                  | -          |
| 12 h 30 |                       | Rugby à sept Tournoi féminin             | Compétition femmes                            | Phase de poules Poule C            | Canada 0-22 Grande-Bretagne                                                                        |            |
| 13 h    |                       | Football Tournoi masculin                | Compétition hommes                            | Tour Préliminaire Groupe C         | Fidji 1-5 Mexique                                                                                  | -          |
| 13 h    |                       | Natation 200 m nage libre                | Compétition hommes                            | Séries                             | -                                                                                                  | -          |
| 13 h    |                       | Natation 100 m dos                       | Compétition hommes                            | Séries                             | -                                                                                                  | -          |
| 13 h    |                       | Natation Relais 4 x 100 m nage libre     | Compétition hommes                            | Séries                             | -                                                                                                  | -          |
| 13 h    |                       | Natation 400 m nage libre                | Compétition femmes                            | Séries                             | -                                                                                                  | -          |
| 13 h    |                       | Natation 100 m dos                       | Compétition femmes                            | Séries                             | -                                                                                                  | -          |
| 13 h    |                       | Natation 100 m brasse                    | Compétition femmes                            | Séries                             | -                                                                                                  | -          |
| 13 h    |                       | Rugby à sept Tournoi féminin             | Compétition femmes                            | Phase de poules Poule A            | Fidji 36-0 Colombie                                                                                |            |
| 13 h 30 |                       | Rugby à sept Tournoi féminin             | Compétition femmes                            | Phase de poules Poule A            | Australie 12-12 États-Unis                                                                         |            |
| 13 h 30 |                       | Tennis de table Simple                   | Compétition hommes                            | 2e tour                            | -                                                                                                  | -          |
| 13 h 30 |                       | Tennis de table Simple                   | Compétition femmes                            | 2e tour                            | -                                                                                                  | -          |
| 14 h 15 |                       | Basket-ball Tournoi masculin             | Compétition hommes                            | Premier tour Groupe B              | Brésil 76-82 Lituanie                                                                              |            |
| 14 h 15 |                       | Basket-ball Tournoi féminin              | Compétition femmes                            | Premier tour Groupe B              | Serbie 59-65 Espagne                                                                               |            |
| 14 h 30 |                       | Gymnastique artistique Qualifications    | Compétition femmes                            | Groupe 3                           | -                                                                                                  | -          |
| 14 h 40 |                       | Handball Tournoi masculin                | Compétition hommes                            | Tour préliminaire Poule A          | Danemark 25-19 Argentine                                                                           |            |
| 15 h    |                       | Équitation Concours complet              | Compétition mixte (hommes et femmes ensemble) | Épreuve de dressage                | -                                                                                                  | -          |
| 15 h    |                       | Football Tournoi masculin                | Compétition hommes                            | Tour Préliminaire Groupe D         | Honduras 1-2 Portugal                                                                              | -          |
| 15 h    |                       | Tir Trap                                 | Compétition femmes                            | Finale                             | Catherine Skinner · Natalie Rooney · Corey Cogdell                                                 |            |
| 15 h    |                       | Tir à l'arc Par équipes                  | Compétition femmes                            | Quart de finale                    | -                                                                                                  | -          |
| 15 h    |                       | Tir à l'arc Par équipes                  | Compétition femmes                            | Demi-finale                        | -                                                                                                  | -          |
| 15 h    |                       | Tir à l'arc Par équipes                  | Compétition femmes                            | Petite finale                      | Taïwan 5-3 Italie                                                                                  |            |
| 15 h    |                       | Tir à l'arc Par équipes                  | Compétition femmes                            | Finale                             | Corée du Sud 5-1 Russie                                                                            |            |
| 15 h    |                       | Volley-ball Tournoi masculin             | Compétition hommes                            | Tour préliminaire Groupe B         | Pologne 3-0 Égypte                                                                                 |            |
| 15 h 30 |                       | Beach-volley Tournoi masculin            | Compétition hommes                            | Phase de poules                    | -                                                                                                  | -          |
| 15 h 30 |                       | Beach-volley Tournoi féminin             | Compétition femmes                            | Phase de poules                    | -                                                                                                  | -          |
| 15 h 30 |                       | Haltérophilie Moins de 53 kg             | Compétition femmes                            | Groupe A                           | -                                                                                                  | -          |
| 15 h 30 |                       | Haltérophilie Moins de 53 kg             | Compétition femmes                            | Finale                             | Hsu Shu-ching · Hidilyn Diaz · Yoon Jin-hee                                                        |            |
| 15 h 30 |                       | Judo Moins de 52 kg                      | Compétition femmes                            | Repêchages et demi-finales         | -                                                                                                  | -          |
| 15 h 30 |                       | Judo Moins de 66 kg                      | Compétition hommes                            | Repêchages et demi-finales         | -                                                                                                  | -          |
| 15 h 30 |                       | Judo Moins de 52 kg                      | Compétition femmes                            | Finale                             | Majlinda Kelmendi · Odette Giuffrida · Misato Nakamura et Natalia Kuziutina                        |            |
| 15 h 30 |                       | Judo Moins de 66 kg                      | Compétition hommes                            | Finale                             | Fabio Basile · An Baul · Rishod Sobirov et Masashi Ebinuma                                         |            |
| 16 h    |                       | Escrime Fleuret individuel               | Compétition hommes                            | Demi-finales                       | -                                                                                                  | -          |
| 16 h    |                       | Escrime Fleuret individuel               | Compétition hommes                            | Petite finale                      | Timur Safin 15-13 Richard Kruse                                                                    |            |
| 16 h    |                       | Escrime Fleuret individuel               | Compétition hommes                            | Finale                             | Daniele Garozzo 15-11 Alexander Massialas                                                          |            |
| 16 h    |                       | Football Tournoi masculin                | Compétition hommes                            | Tour Préliminaire Groupe C         | Allemagne 3-3 Corée du Sud                                                                         | -          |
| 16 h    |                       | Plongeon Tremplin à 3 mètres synchronisé | Compétition femmes                            | Finale                             | Shi Tingmao et Wu Minxia · Tania Cagnotto et Francesca Dallapé · Maddison Keeney et Anabelle Smith | -          |
| 16 h    |                       | Rugby à sept Tournoi féminin             | Compétition femmes                            | Demi-finale pour les places 9 à 12 | Brésil 24-0 Colombie                                                                               |            |
| 16 h 30 |                       | Rugby à sept Tournoi féminin             | Compétition femmes                            | Demi-finale pour les places 9 à 12 | Kenya 0-24 Japon                                                                                   |            |
| 16 h 40 |                       | Handball Tournoi masculin                | Compétition hommes                            | Tour préliminaire Poule B          | Pologne 32-34 Brésil                                                                               |            |
| 17 h    |                       | Boxe Poids légers (−60 kg)               | Compétition hommes                            | Phase préliminaire                 | -                                                                                                  |            |
| 17 h    |                       | Boxe Poids welters (−69 kg)              | Compétition hommes                            | Phase préliminaire                 | -                                                                                                  |            |
| 17 h    |                       | Boxe Poids mi-lourds (−81 kg)            | Compétition hommes                            | Phase préliminaire                 | -                                                                                                  |            |
| 17 h    |                       | Rugby à sept Tournoi féminin             | Compétition femmes                            | Cup Quart de finale                | Australie 24-0 Espagne                                                                             |            |
| 17 h 5  |                       | Volley-ball Tournoi masculin             | Compétition hommes                            | Tour préliminaire Groupe A         | États-Unis 0-3 Canada                                                                              |            |
| 17 h 30 |                       | Basket-ball Tournoi féminin              | Compétition femmes                            | Premier tour Groupe A              | Australie 61-56 Turquie                                                                            |            |
| 17 h 30 |                       | Gymnastique artistique Qualifications    | Compétition femmes                            | Groupe 4                           | -                                                                                                  | -          |
| 17 h 30 |                       | Rugby à sept Tournoi féminin             | Compétition femmes                            | Cup Quart de finale                | France 5-15 Canada                                                                                 |            |
| 18 h    |                       | Football Tournoi masculin                | Compétition hommes                            | Tour Préliminaire Groupe D         | Argentine 2-1 Algérie                                                                              | -          |
| 18 h    |                       | Football Tournoi masculin                | Compétition hommes                            | Tour Préliminaire Groupe B         | Suède 0-1 Nigeria                                                                                  | -          |
| 18 h    |                       | Rugby à sept Tournoi féminin             | Compétition femmes                            | Cup Quart de finale                | Grande-Bretagne 26-7 Fidji                                                                         |            |
| 18 h    |                       | Tennis de table Simple                   | Compétition hommes                            | 3e tour                            | -                                                                                                  | -          |
| 18 h    |                       | Tennis de table Simple                   | Compétition femmes                            | 3e tour                            | -                                                                                                  | -          |
| 18 h 30 |                       | Rugby à sept Tournoi féminin             | Compétition femmes                            | Cup Quart de finale                | Nouvelle-Zélande 5-0 États-Unis                                                                    |            |
| 18 h 45 |                       | Tennis Simple                            | Compétition hommes                            | 1er tour                           | -                                                                                                  | -          |
| 18 h 45 |                       | Tennis Simple                            | Compétition femmes                            | 1er tour                           | -                                                                                                  | -          |
| 18 h 45 |                       | Tennis Double                            | Compétition hommes                            | 1er tour                           | -                                                                                                  | -          |
| 18 h 45 |                       | Tennis Double                            | Compétition femmes                            | 1er tour                           | -                                                                                                  | -          |
| 19 h    |                       | Basket-ball Tournoi masculin             | Compétition hommes                            | Premier tour Groupe B              | Croatie 72-70 Espagne                                                                              |            |
| 19 h    |                       | Football Tournoi masculin                | Compétition hommes                            | Tour Préliminaire Groupe A         | Danemark 1-0 Afrique du Sud                                                                        | -          |
| 19 h    |                       | Haltérophilie Moins de 56 kg             | Compétition hommes                            | Groupe A                           | -                                                                                                  | -          |
| 19 h    |                       | Haltérophilie Moins de 56 kg             | Compétition hommes                            | Finale                             | Long Qingquan · Om Yun-chol · Sinphet Kruaithong                                                   |            |
| 19 h 45 |                       | Basket-ball Tournoi féminin              | Compétition femmes                            | Premier tour Groupe A              | France 73-72 Biélorussie                                                                           |            |
| 19 h 50 |                       | Handball Tournoi masculin                | Compétition hommes                            | Tour préliminaire Poule A          | France 25-23 Tunisie                                                                               |            |
| 20 h 30 |                       | Gymnastique artistique Qualifications    | Compétition femmes                            | Groupe 5                           | -                                                                                                  | -          |
| 20 h 30 |                       | Volley-ball Tournoi masculin             | Compétition hommes                            | Tour préliminaire Groupe B         | Russie 3-1 Cuba                                                                                    |            |
| 21 h    |                       | Beach-volley Tournoi masculin            | Compétition hommes                            | Phase de poules                    | -                                                                                                  | -          |
| 21 h    |                       | Beach-volley Tournoi féminin             | Compétition femmes                            | Phase de poules                    | -                                                                                                  | -          |
| 21 h    |                       | Football Tournoi masculin                | Compétition hommes                            | Tour Préliminaire Groupe B         | Japon vs Colombie                                                                                  | -          |
| 21 h 50 |                       | Handball Tournoi masculin                | Compétition hommes                            | Tour préliminaire Poule B          | Slovénie 27-26 Égypte                                                                              |            |
| 22 h    |                       | Football Tournoi masculin                | Compétition hommes                            | Tour Préliminaire Groupe A         | Brésil 0-0 Irak                                                                                    | -          |
| 22 h    |                       | Natation 200 m nage libre                | Compétition hommes                            | Demi-finales                       | -                                                                                                  | -          |
| 22 h    |                       | Natation 100 m dos                       | Compétition hommes                            | Demi-finales                       | -                                                                                                  | -          |
| 22 h    |                       | Natation 100 m dos                       | Compétition femmes                            | Demi-finales                       | -                                                                                                  | -          |
| 22 h    |                       | Natation 100 m brasse                    | Compétition femmes                            | Demi-finales                       | -                                                                                                  | -          |
| 22 h    |                       | Natation 100 m brasse                    | Compétition hommes                            | Finale                             | Adam Peaty · Cameron van der Burgh · Cody Miller                                                   |            |
| 22 h    |                       | Natation Relais 4 x 100 m nage libre     | Compétition hommes                            | Finale                             | États-Unis · France · Australie                                                                    |            |
| 22 h    |                       | Natation 400 m nage libre                | Compétition femmes                            | Finale                             | Katie Ledecky · Jazmin Carlin · Leah Smith                                                         |            |
| 22 h    |                       | Natation 100 m papillon                  | Compétition femmes                            | Finale                             | Sarah Sjöström · Penny Oleksiak · Dana Vollmer                                                     |            |
| 22 h 30 |                       | Basket-ball Tournoi masculin             | Compétition hommes                            | Premier tour Groupe B              | Nigeria 66-94 Argentine                                                                            |            |
| 22 h 35 |                       | Volley-ball Tournoi masculin             | Compétition hommes                            | Tour préliminaire Groupe B         | Argentine 3-0 Iran                                                                                 |            |

## Tableaux des médailles
- Pays organisateur (Brésil)

| Rang  | Nation           | Or | Argent | Bronze | Total |
| ----- | ---------------- | -- | ------ | ------ | ----- |
| 1     | Chine            | 3  | 0      | 0      | 3     |
| 2     | Italie           | 2  | 2      | 1      | 5     |
| 3     | États-Unis       | 2  | 1      | 4      | 7     |
| 4     | Corée du Sud     | 1  | 1      | 1      | 3     |
| 5     | Suède            | 1  | 1      | 0      | 2     |
| 5     | Royaume-Uni      | 1  | 1      | 0      | 2     |
| 7     | Australie        | 1  | 0      | 2      | 3     |
| 8     | Taipei chinois   | 1  | 0      | 1      | 2     |
| 9     | Pays-Bas         | 1  | 0      | 0      | 1     |
| 9     | Kosovo           | 1  | 0      | 0      | 1     |
| 11    | Russie           | 0  | 2      | 2      | 4     |
| 12    | Nouvelle-Zélande | 0  | 1      | 0      | 1     |
| 12    | Philippines      | 0  | 1      | 0      | 1     |
| 12    | Corée du Nord    | 0  | 1      | 0      | 1     |
| 12    | Afrique du Sud   | 0  | 1      | 0      | 1     |
| 12    | France           | 0  | 1      | 0      | 1     |
| 12    | Canada           | 0  | 1      | 0      | 1     |
| 18    | Japon            | 0  | 0      | 2      | 2     |
| 19    | Grèce            | 0  | 0      | 1      | 1     |
| 19    | Ouzbékistan      | 0  | 0      | 1      | 1     |
| 19    | Thaïlande        | 0  | 0      | 1      | 1     |
| Total | Total            | 14 | 14     | 16     | 44    |

| Rang  | Nation           | Or | Argent | Bronze | Total |
| ----- | ---------------- | -- | ------ | ------ | ----- |
| 1     | États-Unis       | 3  | 5      | 4      | 12    |
| 2     | Chine            | 3  | 2      | 3      | 8     |
| 3     | Australie        | 3  | 0      | 3      | 6     |
| 4     | Italie           | 2  | 3      | 2      | 7     |
| 5     | Corée du Sud     | 2  | 2      | 1      | 5     |
| 6     | Hongrie          | 2  | 0      | 0      | 2     |
| 7     | Russie           | 1  | 2      | 2      | 5     |
| 8     | Grande-Bretagne  | 1  | 1      | 0      | 2     |
| 8     | Suède            | 1  | 1      | 0      | 2     |
| 10    | Japon            | 1  | 0      | 6      | 7     |
| 11    | Taipei chinois   | 1  | 0      | 1      | 2     |
| 11    | Thaïlande        | 1  | 0      | 1      | 2     |
| 13    | Argentine        | 1  | 0      | 0      | 1     |
| 13    | Belgique         | 1  | 0      | 0      | 1     |
| 13    | Kosovo           | 1  | 0      | 0      | 1     |
| 13    | Pays-Bas         | 1  | 0      | 0      | 1     |
| 13    | Viêt Nam         | 1  | 0      | 0      | 1     |
| 18    | Canada           | 0  | 1      | 1      | 2     |
| 18    | Kazakhstan       | 0  | 1      | 1      | 2     |
| 20    | Afrique du Sud   | 0  | 1      | 0      | 1     |
| 20    | Brésil           | 0  | 1      | 0      | 1     |
| 20    | Corée du Nord    | 0  | 1      | 0      | 1     |
| 20    | Danemark         | 0  | 1      | 0      | 1     |
| 20    | France           | 0  | 1      | 0      | 1     |
| 20    | Indonésie        | 0  | 1      | 0      | 1     |
| 20    | Nouvelle-Zélande | 0  | 1      | 0      | 1     |
| 20    | Philippines      | 0  | 1      | 0      | 1     |
| 28    | Ouzbékistan      | 0  | 0      | 2      | 2     |
| 29    | Espagne          | 0  | 0      | 1      | 1     |
| 29    | Grèce            | 0  | 0      | 1      | 1     |
| 29    | Pologne          | 0  | 0      | 1      | 1     |
| Total | Total            | 26 | 26     | 30     | 82    |